# Императорская райская птица
Большая райская птица (лат. Paradisaea guilielmi) — вид воробьинообразных птиц из семейства райских птиц (Paradisaeidae). Эндемик полуострова Хуен на востоке острова Новая Гвинея. Вид включён в Международную Красную книгу, статус оценивается как «Близки к уязвимому положению». Проблемы связаны с лесозаготовками, приводящими к сокращению пригодной для этого вида среды обитания.